# Livenza
La Livenza (chiamato anche il Livenza, Łivensa in veneto, Livence in friulano standard, Lighintha in friulano occidentale locale, pronuncia [lɪʝiˈŋt̪jæ]) è un fiume dell'Italia nord-orientale, lungo 112 km, che sfocia nel golfo di Venezia, in corrispondenza di Caorle, sul mare Adriatico. In passato, il corso del fiume era considerato il confine tra il Friuli storico e la Repubblica di Venezia.

## Origini del nome
Da fonti scritte del I secolo
si apprende che il nome del fiume in epoca latina era Liquentia (dal verbo latino liquere = essere scorrevole), la cui pronuncia più tarda, comune a tutto l'impero, è quella di Liquenzia.
Nei diplomi medievali, l'esatta denominazione del fiume viene sempre rispettata, anche se saltuariamente compare la variante Liguenzia. A partire dal XIII secolo, l'idronimo Liquentia appare alterato in Livenzia, da cui poi si giungerà alla forma definitiva.

## Sorgenti

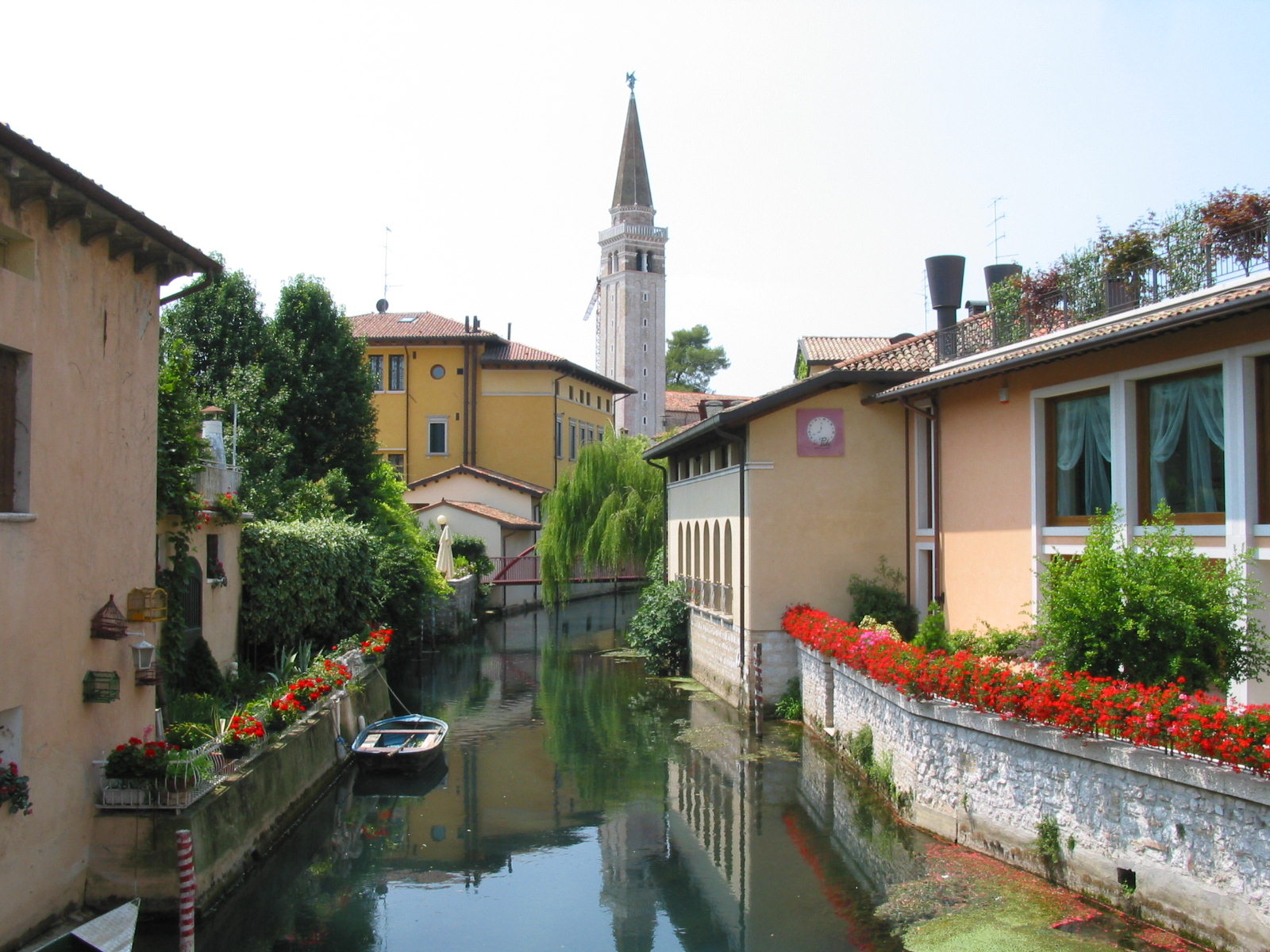
Il fiume nel centro di Sacile

Il fiume nasce da grandi e spettacolari sorgenti valchiusane, le sorgenti del "Gorgazzo" e della "Santissima" (con portata di circa 15 m³/s pressoché costante) e quella del "Molinetto", più piccola, che sgorgano ai piedi delle montagne del gruppo del Cansiglio-Cavallo, nei comuni di Polcenigo e Caneva, regione del Friuli-Venezia Giulia.

## Ambiente
Il corso della Livenza denota una notevole ricchezza della flora e della fauna che varia durante il suo percorso. Tra i pesci delle sue acque vanno citati la trota, la tinca, la scardola, l'alborella, la carpa, il luccio, il temolo e l'anguilla. Da segnalare poi una sua caratteristica negativa causata dall'uomo che nei secoli recenti ha modificato l'andamento delle acque di un ampio territorio.

## Gli affluenti
Riceve lungo il percorso da destra anche le acque di altri fiumi di risorgiva a carattere assai regolare come il Meschio e il Monticano e da sinistra presso Ghirano di Prata di Pordenone quelle a carattere torrentizio del fiume Meduna, suo principale tributario che, con i suoi affluenti Cellina, Colvera e Noncello drena tutta la parte montana del suo bacino. 
Da notare anche che a valle di Sacile la Livenza riceve parte delle acque originariamente del Piave, attraverso una lunga serie di condotte forzate, usate per la produzione di energia da parte di centrali elettriche, che hanno origine dal lago di Santa Croce, le quali danno origine prima al Lago Morto in località Basso Fadalto, poi, poco più a sud al Lago del Restello e da questi al lago di Negrisiola. Le acque provenienti dal lago di Santa Croce riemergono da una condotta forzata a nord di Stevenà, dando origine ad un canale dell'Enel. Il canale si unisce con il fiume Meschio a Fratta di Caneva, ma poi vengono nuovamente divise; il canale dell'Enel attraverso condotte forzate giunge fino alla Centrale Elettrica della Livenza, in località Cavolano, e poi immesse nella Livenza.
Il Meduna in particolare fornisce alla Livenza gran parte dell'apporto pluviale dell'intero bacino sotto forma però di piene rovinosissime con portate anche superiori ai 4 400 m³/s che si espandono nel suo immenso ghiaieto, largo anche 5 km. Il fiume conserva acque sufficientemente pulite e abbondanti durante tutto l'anno grazie alle generose sorgenti, tanto da essere navigabile per quasi tutta la lunghezza del suo alveo, che ha un'ampiezza che va da 30 a 100 metri da Portobuffolé fino al mare. Sfocia a Caorle, in Veneto, nel mare Adriatico.

## Il percorso

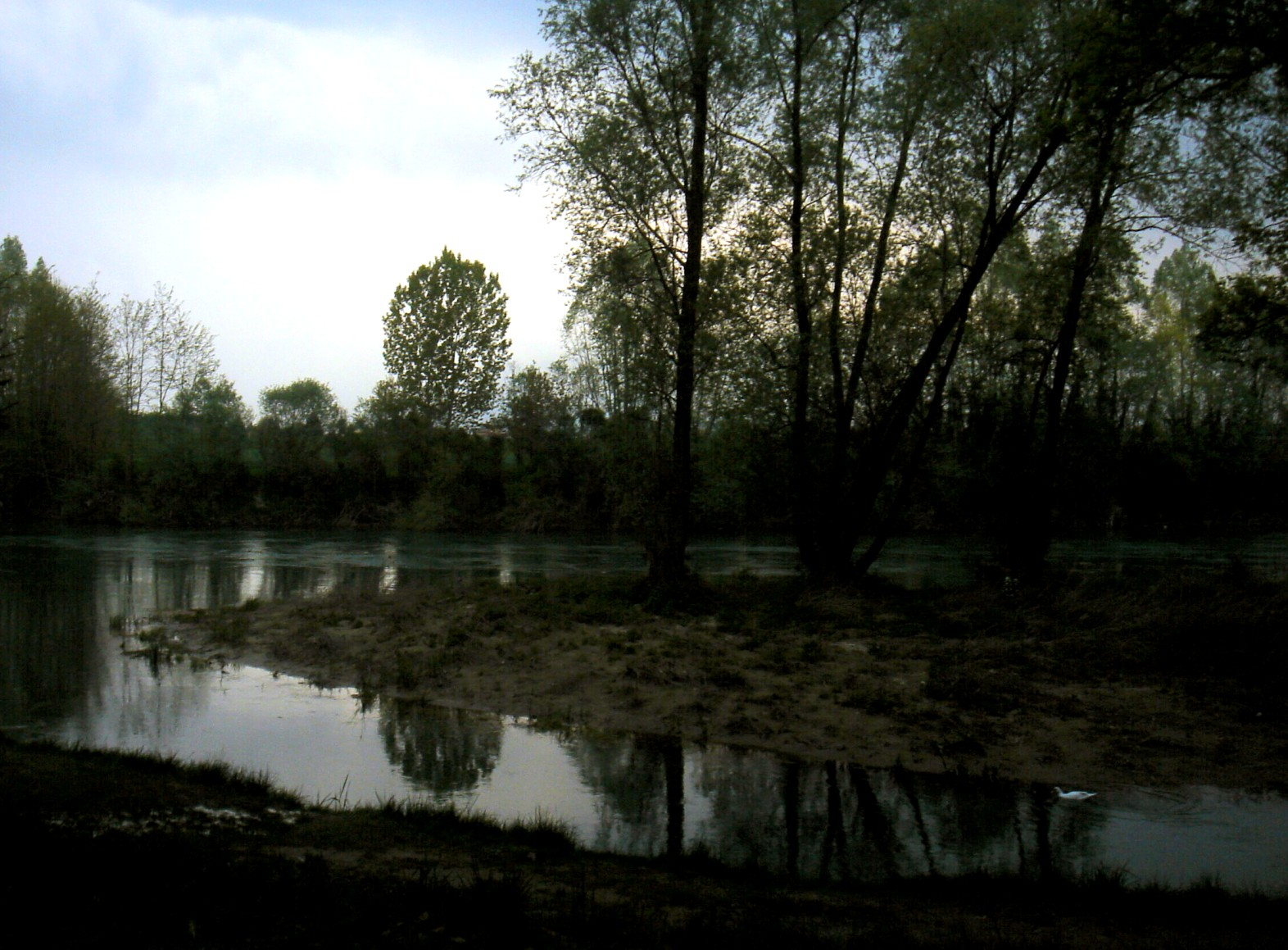
Il tratto di Livenza che attraversa il parco di Villa Varda, a Brugnera

Lungo il suo corso il fiume segna per una breve parte del suo percorso il confine tra il Veneto ed il Friuli-Venezia Giulia bagnando numerosi comuni tra i quali: Polcenigo, Caneva, Fontanafredda, Sacile, Gaiarine, Brugnera, Portobuffolé, Prata di Pordenone, Mansuè, Pasiano di Pordenone, Gorgo al Monticano, Meduna di Livenza, Motta di Livenza, San Stino di Livenza, Cessalto, Torre di Mosto, Eraclea e Caorle.

## Regime

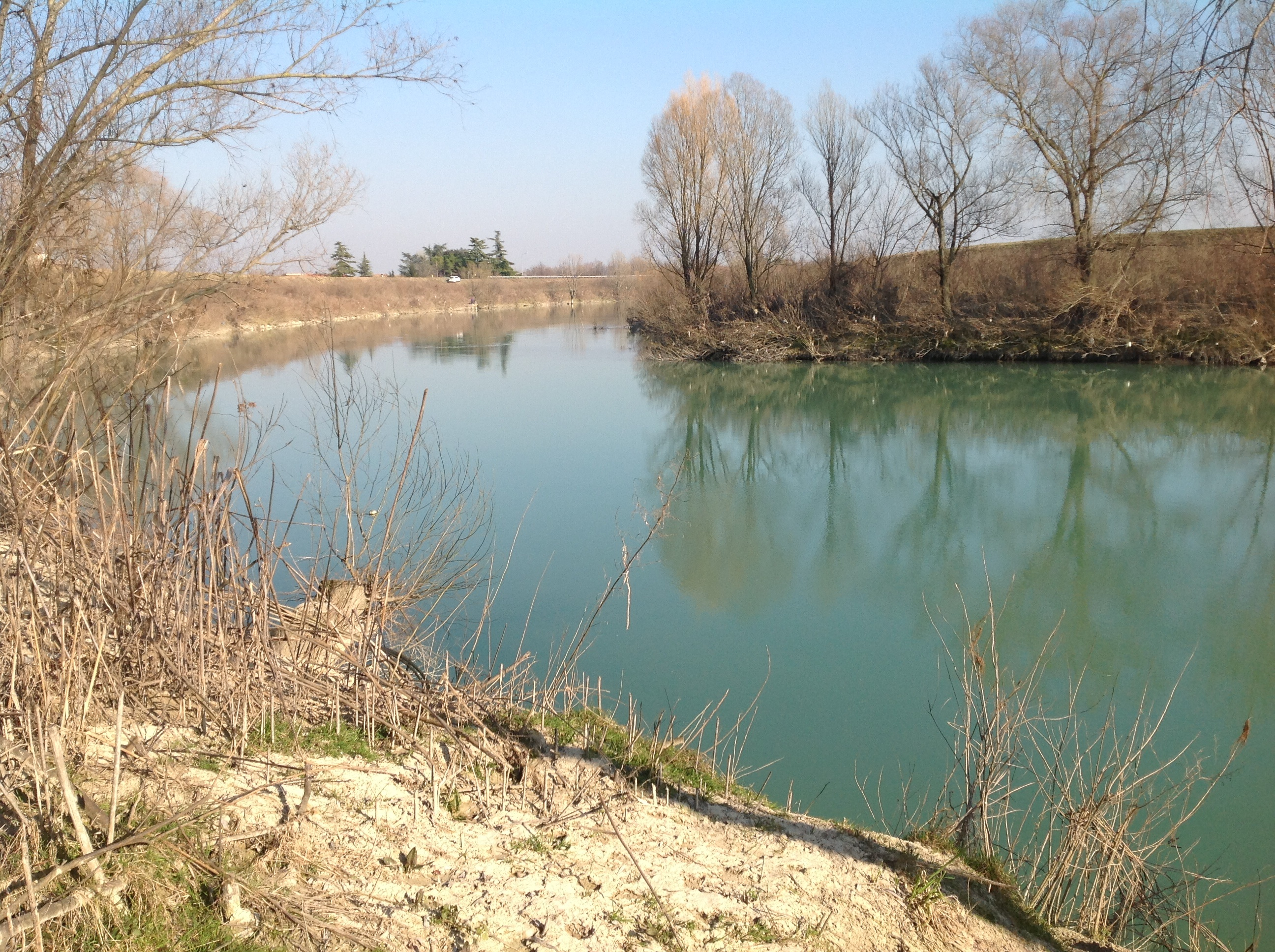
Il Livenza all'altezza di San Stino di Livenza

La Livenza è un fiume di pianura e per questo è copioso di acqua, pescoso e ricco di vegetazione. La sua portata media annua di 102 m³/s è superiore a quella di fiumi più lunghi come il Tagliamento (92 m³/s) e il Brenta (93 m³/s), con regime molto più costante e con portate minime estive che non scendono mai sotto i 50 m³/s.
Al contrario le massime possono superare i 1300 m³/s, soprattutto per effetto delle disastrose piene del sistema Meduna-Cellina, a carattere marcatamente torrentizio.
In occasione di condizioni atmosferiche sfavorevoli, con abbondanti precipitazioni nelle prealpi, il rischio alluvione per diversi centri rivieraschi è molto alto. Un evento alluvionale catastrofico si è verificato nel 1966; nel 2002 si è sfiorato lo stesso tipo di tragedia. Nel 2010 si sono verificati eventi climatici tali da essere paragonabili al '66, il 2 novembre dello stesso anno è stato dichiarato lo stato di massima allerta. Da oltre 30 anni le popolazioni interessate stanno tentando di ottenere la messa in sicurezza del corso d'acqua con la costruzione di adeguate opere a monte. A Montereale Valcellina in località Ravedis sul torrente Cellina, nel maggio 2014 è stata ultimata la diga del Lago di Ravedis che avrebbe la funzione di trattenere a monte circa 20 milioni di metri cubi di acqua.
Quest'opera dovrebbe contribuire a limitare tali archi, ma non viene ritenuta sufficiente a eliminarli del tutto. Costruita per avere un effetto di laminazione della piena; ottenuto tramite la realizzazione, alla base dello sbarramento, di un'apertura tale da garantire a valle della diga il 100% della portata del fiume Cellina a regime normale e trattenere a monte della diga la portata eccedente durante gli intensi fenomeni piovosi.

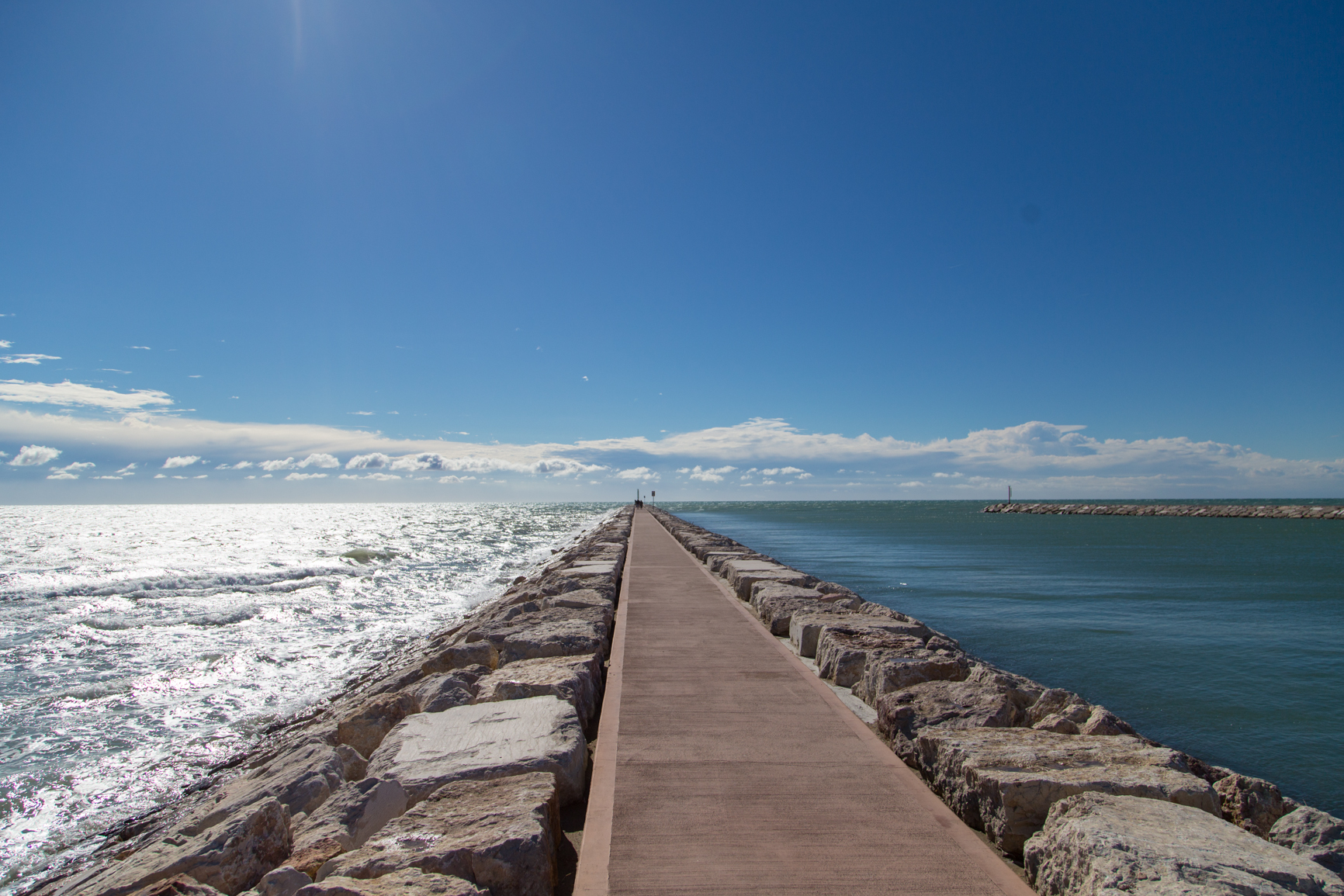
La foce della Livenza a Caorle

Il collaudo tecnico-funzionale dell'opera non è stato ancora emesso in quanto nella primavera del 2015 si sono manifestati problemi tecnici alle paratoie degli scarichi di fondo, che tuttavia non pregiudicano il funzionamento del bacino e che si conta di risolvere entro la primavera del 2016. Il bacino viene mantenuto a quota di sicurezza, sui 318 m s.l.m, con una perdita del 77% rispetto al volume previsto, a causa del malfunzionamento delle paratoie degli scarichi di fondo.

## Il sito archeologico del Palù di Livenza

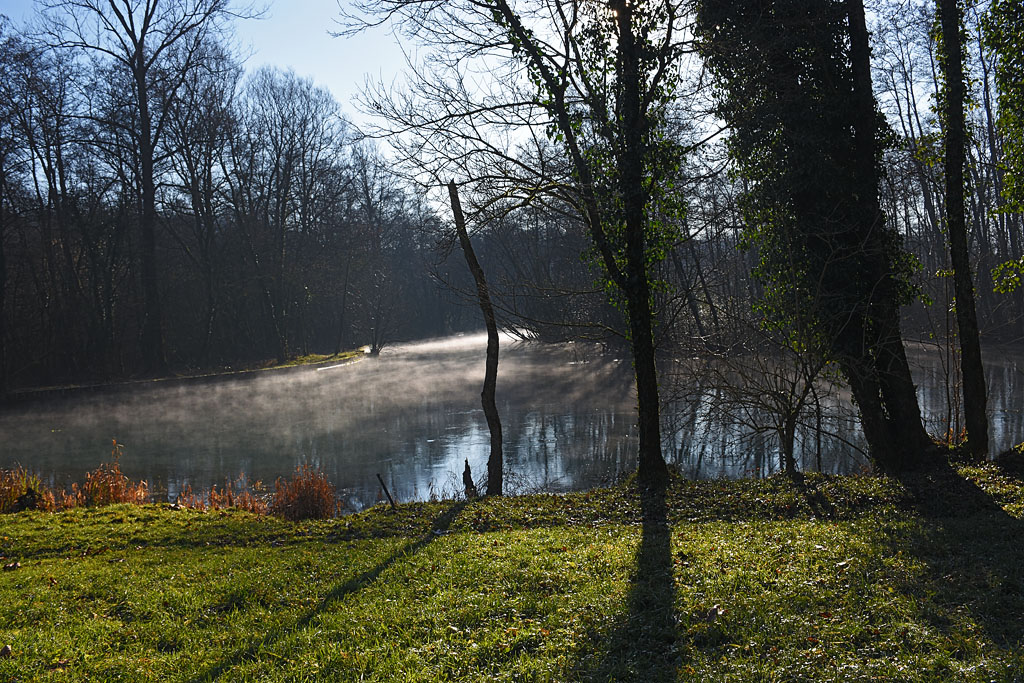
Palù di Livenza

La palude delle sorgenti della Livenza si è formata in una depressione naturale strutturale, delimitata ad est dall'altura del Col Longone, ad ovest dalle pendici dell'altipiano del Cansiglio e sbarrata a nord dalle ghiaie trasportate dal torrente Gorgazzo, affluente della stessa Livenza.
Alla base del massiccio carsico del Cansiglio/Cavallo, dal quale derivano, sono allineate su una fascia di 5 km, le tre sorgenti perenni della Livenza: Gorgazzo (a NE), Santissima (in comune di Polcenigo – portata media 6 m³/s) e Molinetto (in quello di Caneva: portata media 2 m³/s).
Sede d'un bacino d'acqua con altezze oscillanti sin dai tempi preistorici, venne sottoposto negli ultimi due secoli (forse a cavallo della prima guerra mondiale) a vari lavori di bonifica e interventi idraulici (scavo di scoline, canali di sgrondo, costruzione di un canale artificiale che attraversa in galleria il Col Longone per l'alimentazione d'una centrale elettrica) che alterarono parzialmente l'ambiente umido naturale.
Nonostante l'introduzione delle citate alterazioni, vi si conserva un deposito stratificato di straordinaria importanza sia per l'archeologia preistorica sia per lo studio della trasformazione dell'ambiente negli ultimi 15 000 anni. Va inoltre ricordato che questo è uno dei pochi siti italiani in cui è particolarmente promettente uno studio approfondito e articolato dei modi d'adattamento dell'uomo preistorico all'ambiente.
I sedimenti saturi d'acqua hanno infatti permesso la conservazione di elementi altrove deperibili (vegetali, pollini, legno) che costituiscono un ricchissimo archivio di dati riguardanti gli ambienti e la cultura materiale dell'uomo preistorico.
Già durante i lavori di bonifica e di sistemazione dei canali di sgrondo (anni sessanta), nel materiale di risulta del dragaggio dei canali erano venuti alla luce più volte parecchi reperti archeologici.
Il ritrovamento di frammenti di recipienti ceramici, strumenti litici, ossa di animali, pali di legno, ecc. hanno fatto desumere che vi fosse ubicato un villaggio palafitticolo di età neolitica (Neolitico recente IV-inizi III millennio a.C.) successivamente testato nelle campagne di scavo dal Ministero dei Beni ambientali e archeologici degli anni 1982-1983, 1987 e 1992-1993 e datato (al carbonio-14) fra il 5720 a.C. e il 4880 a.C.

## Valenza strategica
La valenza strategica dell'alto corso della Livenza è attestata da decisivi fatti d'armi avvenuti sulle sue rive in diverse epoche storiche. Il duca longobardo ribelle Alachis, alla fine del VII secolo, sorprende i Forogiuliani al ponte di Cavolano e si fa giurare fedeltà; il duca longobardo rivoltoso forogiuliano Rotgaudo combatte sulla Livenza con grande strage di Franchi nel 774.
Nel 1335 ci fu lo scontro definitivo tra Rizzardo VI da Camino e il patriarca aquileiese Bertrando di San Genesio nella località Camolli, e l'esercito cenedese di Rizzardo fu sconfitto. Nel 1411 gli Ungari di Pippo Spano, nella guerra tra Sigismondo d'Ungheria e la Repubblica di Venezia, superano le difese veneziane scavate presso la Livenza, “le maledette fosse dei Veneti” lunghe 33 chilometri; l'anno successivo la Serenissima predispone l'invio di una poderosa flotta sulla Livenza per aggirare le postazioni ungare imperiali, ma il tentativo fallisce. Durante tali operazioni i veneziani riuscirono a schierare lungo la Livenza tre galee, tre galeoni, 28 unità minori e una cinquantina di barche armate, dotando ogni nave di bombarde e bocche da fuoco più piccole.
Nel 1809 nei pressi del fiume si registra la battaglia di Sacile, tra Austriaci e Napoleonici, che tentarono di arrestare l'avanzata austriaca oltre la Livenza. L'arciduca Giovanni d'Austria sbaragliò il principe francese Eugenio di Beauharnais.